# ガーリーフォト
ガーリーフォト (girly photo) とは1990年代後半に日本で流行した写真の一傾向。

## 概要

### 技術的背景
コンパクトカメラやレンズ付きフィルムの発達により、専門的な技術を持たなくてもある程度の写真が撮れるようになった結果、この時期の日本では女子高生らがそれらの機材を使用して写真を撮ることが一般的になった。またこれらのカメラは手軽に持ち歩くことが出来たので、身近で日常的なものを被写体とした作品が数多く撮影された。

### ブーム化
1995年、当時19歳であったHIROMIXがキヤノン主催の「写真新世紀」でグランプリを獲得。またガーディアン・ガーデン主催の「ひとつぼ展」も蜷川実花を輩出している。この二つのコンテストはガーリーフォトの写真家をプロへと引き上げる登竜門となった。

### 作品の傾向
自身も1996年にガーリー・フォトのアンソロジー写真集を編集した写真評論家の飯沢耕太郎は、ガーリー・フォトを「コンパクトカメラで、まるでお喋りを楽しむように、自分の好きなモノだけを好きなように撮る」と形容している。当時、彼女らガーリー・フォトの写真家たちが多く撮影していたのが自身の裸体すなわちセルフヌード作品(自撮り)であったが、前出の蜷川はこうした傾向について「偶然セルフヌードを撮る女の子のカメラマンが重なって、それはラッキーだった」と述懐している。

### 批判
従来の写真界の徒弟制度的な修業であるとか、ある種のストイックさやマニアに対する暗いイメージ（カメラ小僧など）とは正反対の現象ゆえに男性のカメラマニアを中心に反感を覚える者も少なくなかった。篠山紀信はブームの初期から、ガーリーフォトが評論家主導であるとして批判的であった。

## 代表的な写真家
- 蜷川実花
- 長島有里枝
- HIROMIX